# Studio One (diskografska kuća)
Studio One je bila jedna od najslavnijih diskografskih kuća, kao i glazbeni studio. Nazivalo ju se jamajčanskim Motownom".

## Povijest
Utemeljio ju je Clement "Coxsone" Dodd 1954. u Brentford Roadu u Kingstonu na Jamajci. Studio One je bio uključen u glavne jamajčanske glazbene pokrete '60-ih i '70-ih, među kojima su ska, rocksteady, reggae, dub i dancehall.
Dio opširnog glazbenog opusa koji je izdao Studio One su neprestano reizdavale druge diskografske kuće, među kojima Heartbeat i Soul Jazz.
Studio One je snimao i izdavao glazbu i uvelike oblikovao karijere glazbenika kao što su The Skatalites, The Ethiopians, Bob Marley and the Wailers, Lee "Scratch" Perry, Burning Spear, Toots & the Maytals, John Holt, Horace Andy, Ken Boothe, Freddie McGregor, Dennis Brown, Jackie Mittoo, Gladiators, Michigan & Smiley, Wailing Souls, Dillinger, Delroy Wilson, Heptones, Johnny Osbourne, Marcia Griffiths (of the I-Threes), Sugar Minott, The Abyssinians, Culture, Soul Vendors, Lone Ranger i Alton Ellis. Poznati rival Prince Buster je započeo svoju karijeru radeći za Doddov sound system. Glazbeni producent Harry J je snimio brojne od svojih poznatih izdanja baš za Studio One.
Diskografska kuća je prestala raditi kad je 1980-ih Dodd otišao živjeti u New York.

## Glazbenici
Najpoznatiji glazbenici kojima je ova diskograska kuća objavila albume.
Horace Andy, The Wailers, Burning Spear, Alton Ellis, Roland Alphonso, The Gladiators, Johnny Osbourne, Jackie Mittoo, Delroy Wilson, Sound Dimension, Freddie McGregor, The Gaylads, The Heptones, Hortense Ellis, Jackie Estick, Jackie Opel, Slim Smith, John Holt, Willi Williams, Lennie Hibbert, Brentford All Stars, Michigan & Smiley, The Cables, Larry Marshall, Sugar Minott, Carlton & The Shoes, Lone Ranger, Cornell Campbell, Peter Tosh...

## Diskografija
- King Stitt, Dance Hall 63, Studio One
- Ska Bonanza: The Studio One Ska Years Heartbeat
- Roland Alphonso, Something Special: Ska Hot Shots, Heartbeat
- Don Drummond, The Best Of Don Drummond, Studio One
- The Skatalites, Ska Authentic, Studio One
- The Skatalites, Ska Authentic Vol. 2, Studio One
- The Skatalites, Foundation Ska, Heartbeat
- Ernest Ranglin, Sound & Power, Studio One
- Peter Tosh, The Toughest, Heartbeat
- Bob Andy, Song Book, Coxsone
- Ken Boothe, A Man & His Hits
- Ken Boothe, Mr. Rocksteady, Studio One
- The Heptones, On Top, Studio One
- The Heptones, Fattie Fattie, Studio One
- The Heptones, Sea Of Love, Heartbeat
- Delroy Wilson, Original Twelve-The Best Of Delroy Wilson, Heartbeat
- Delroy Wilson, I Shall Not Remove, Studio One
- Delroy Wilson, Dancing Mood, Studio One
- Delroy Wilson, Good All Over, Coxsone
- Various Artists, Mojo Rocksteady, Heartbeat
- Various Artists, Studio One Ska, Soul Jazz
- Cedric Brooks, Im Flash Forward, Studio One
- Burning Spear, Presenting, Studio One
- Burning Spear, Rocking Time, Studio One
- Alton Ellis, Sunday Coming, Studio One; Heartbeat
- Alton Ellis, Sings Rock & Soul, Coxsone; Studio One
- Larry Marshall, Presenting Larry Marshall, Studio One; Heartbeat
- Jackie Mittoo, Tribute To Jackie Mittoo, Heartbeat
- Jackie Mittoo, The Keyboard King At Studio One, Universal Sound/Soul Jazz
- Jackie Mittoo, Evening Time, Studio One
- Jackie Mittoo & The Soul Bothers, Last Train To Skaville, Soul Jazz
- The Wailing Souls, The Wailing Souls, Studio One
- Bob Marley & The Wailers, One Love At Studio One, Heartbeat
- Bob Marley & The Wailers, Wailers & Friends, Heartbeat
- Bob Marley & The Wailers, Destiny: Rare Ska Sides From Studio One, Heartbeat
- Bob Marley & The Wailers, Climb The Ladder, Heartbeat
- Lee Perry, Chicken Scratch, Heartbeat
- Jackie Opel, The Best Of Jackie Opel, Studio One
- Jackie Opel, Cry Me A River, Studio One
- Lord Creator, Golden Love, Studio One
- Roy Burrowes/Clifford Jordan/Charles Davis, Reggae Au Go Jazz, Studio One
- The Clarendonians, The Best Of The Clarendonians, Coxsone
- Peter Tosh, The Toughest, Heartbeat
- Carlton & The Shoes, Love Me Forever, Studio One
- The Gaylads, Soul Beat, Studio One
- Marcia Griffiths, The Original (At Studio One), Studio One
- Marcia Griffiths, Truly, Heartbeat
- Slim Smith, Born To Love, Studio One; Heartbeat
- The Termites, Do The Rock Steady, Studio One; Heartbeat
- Clement "Coxsone" Dodd Productions, Feel Like Jumping, Heartbeat
- Clement "Coxsone" Dodd Productions, Get Ready Rock Steady, Coxsone
- Clement "Coxsone" Dodd Productions, Studio One Rockers, Soul Jazz
- Clement "Coxsone" Dodd Productions, Studio One Scorchers, Soul Jazz
- Clement "Coxsone" Dodd Productions, Studio One Soul, Soul Jazz
- Clement "Coxsone" Dodd Productions, 7 Inch Auction, Studio One/Peckings
- Jay-Z at Studio One

## Pridružene etikete
All Stars, Bongo Man, Budget, Coxsone, Date Disc, Downbeat, Faze Four, Forward, Iron Side, Money Disc, Muzik City, Port-O-Jam, Winro, Worldisc

## Vanjske poveznice
- (engleski) Stranice posvećene Studiju One  Arhivirana inačica izvorne stranice od 7. ožujka 2011. (Wayback Machine)
- (francuski) Studio One Style  Arhivirana inačica izvorne stranice od 8. veljače 2011. (Wayback Machine)
- (engleski) Downbeat Special. Tribute to Coxsone Dodd
- (talijanski) Storia della Studio One
- (engleski) strictly-vibes.com  Arhivirana inačica izvorne stranice od 24. prosinca 2008. (Wayback Machine) Diskografija
- (engleski) Dance Crasher  Arhivirana inačica izvorne stranice od 19. siječnja 2011. (Wayback Machine)